# デンマーク・ワッデン海諸島

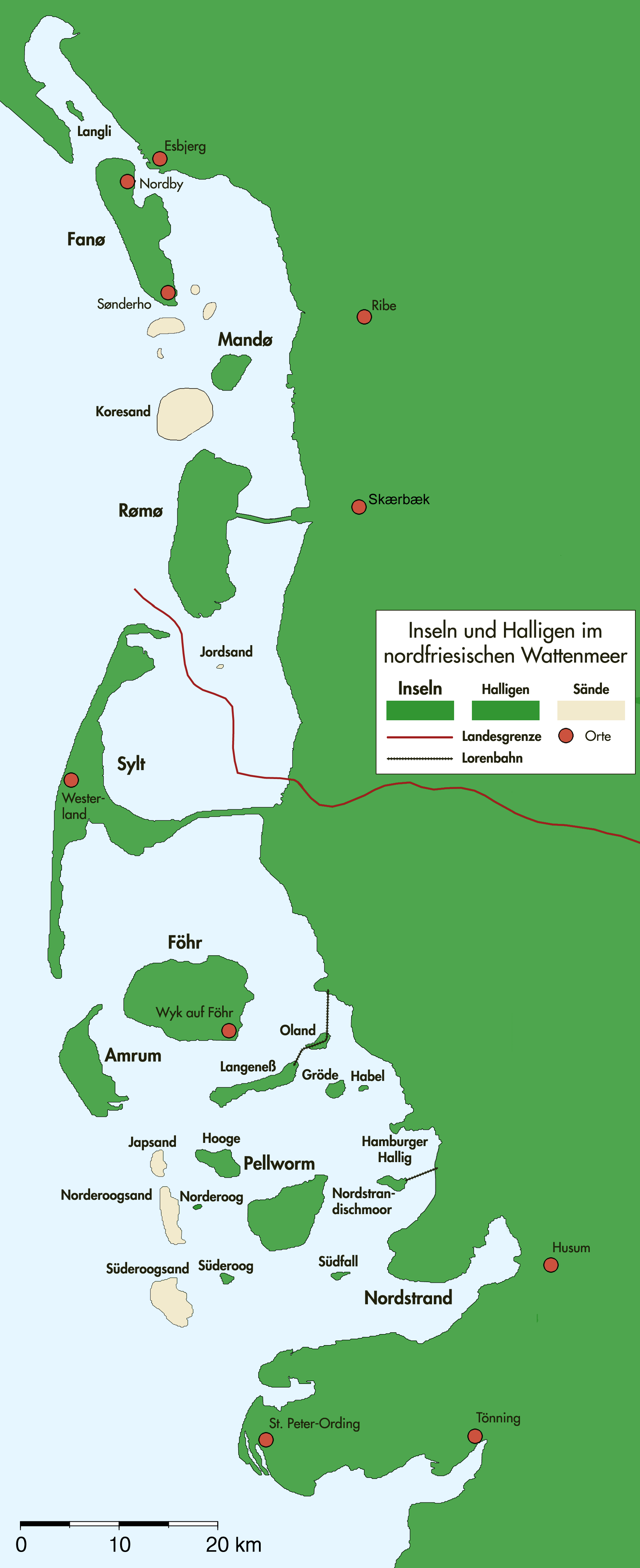
デンマーク・ワッデン海諸島（北半分に図示）および北フリースラント諸島

デンマーク・ワッデン海諸島（デンマーク・ワッデンかいしょとう、デンマーク語: Vadehavsøer）は、デンマークの諸島。ユトランド半島西岸沖にあり、北海上の島嶼である。地形的にはフリースラント諸島に連なるものであり、その一部と捉えられることもあるが、フリース人が居住したことがなかったことから、歴史的にはフリースラント諸島に含まれない。行政面では全域が南デンマーク地域に属する。
一帯には干潟、塩性湿地、汽水域と淡水の湿地が多く、ムール貝、鰭脚類やシュバシコウ、ハマシギ、エリマキシギなどの水鳥が生息している。1987年にラムサール条約登録地となった。

## 島の一覧
- ファノ島（デンマーク語版）（Fanø）
- マンデ島（デンマーク語版）（Mandø）
- レム島（Rømø）

この他に、ユオドサンド（Jordsand）やコレサンド（Koresand）などの砂州がある。